# Avstrijska služba v tujini
Avstrijska služba v tujini (nemško Österreichischer Auslandsdienst) je avstrijsko društvo, ki ponuja Avstrijcem alternativo obvezni vojaški ali civilni službi. Ta jim omogoča, da se za 12 mesecev odpravijo v tujino, kjer lahko opravljajo socialno, mirovno ali spominsko delo (holokavst), ki ga priznava od avstrijski ministerij kot obvezno službo.
Društvo je leta 1998 ustanovil politični znanstvenik Andreas Maislinger,ki je prevzel idejo društva Aktion Sühnezeichen/Friedensdienst. To društvo je že 1. septembra 1992 poslalo prvega Avstrijca, ki naj bi moral opraviti civilno delo v Avstriji, v muzej Auschwitz-Birkenau, kjer je opravljal spominsko delo.

## Avstrijsko spominsko delo
Spominsko delo se upravlja z žrtvami nacionalsocializma. Civilni delavci tukaj delajo predvsem v muzejih ter v raziskovalnih centrih, ki se ukvarjajo s holokavstom (center Simon Wiesenthal ali Yad Vashem).

## Avstrijsko socialno delo
Pod socialno delo štejejo službe, ki pomagajo socialnemu in ekonomskemu razvoju posamezne države. Socialni delavci delajo, na primer, s cestnimi otroki ali pri projektih za napeljavo pitne vode v razvojnih državah.

## Avstrijsko mirovno delo
Mirovni delavci pomagajo pri projektih, ki poskušajo doseči ali zavarovati mir v sklopu z oboroženimi konflikti. Delajo na primer v Izraelu, kjer organizirajo delavnice oz. skupne iniciative konfliktnih skupin.

## Mednarodni zbor
Ernst Florian Winter, predsednik
- Argentina: Erika Rosenberg
- Brazilija: Alberto Dines
- Nemčija: Thomas Rabe
- Francija: Michel Cullin
- Italija: Camilla Brunelli
- Kanada: Walter Absil
- Švedska: Gerald Nagler
- ZDA: Randolph Marshall Bell, Anna Rosmus
- Indija: Barbara Nath-Wiser
- Izrael: Ben Segenreich
- Palestina: Andreas Sami Prauhart
- Švedska: Gerald Nagler
- Madžarska: György Dalos

## Mestna dela v tujini
Argentina
- Buenos Aires - Centro de Atencion Integral a la Ninez y Adolescencia

 Avstralija
- Melbourne - Jewish Holocaust Museum and Research Centre
- Melbourne - Jewish Museum of Australia

 Belgija
- Bruselj - European Disability Forum

 Bosna in Hercegovina
- Sarajevo - Phoenix Initiative

 Brazilija
- Alagoinhas - Associacao Lar Sao Benedito
- Lauro de Freitas - Centro Comunitario Cristo Libertador
- Petrópolis - Casa Stefan Zweig
- Rio de Janeiro - Center for Justice and International Law (CEJIL)

 Bolgarija
- Sofija - Schalom – Organisation der Juden in Bulgarien

 Ljudska republika Kitajska
- Nanjing - Hiša-John-Rabe
- Qiqihar - China SOS Children's Village Association
- Šanghaj - Center za judovske študije

 Čile
- Santiago de Chile - CTD Galvarino - Sename

 Kostarika
- La Gamba - La Gamba
- Puntarenas - Finca Sonador - Asociaicón de Cooperativas Europeas Longo Mai
- Puntarenas - Union de Amigos para la Protección del Ambiente (UNAPROA)
- San Isidro - Asociación Vida Nueva

 Nemčija
- Berlin - Jüdisches Museum Berlin
- Marburg - Terra Tech
- Moringen - KZ Moringen
- München - Jüdisches Museum München

 Anglija
- London - RLSB|Royal London Society for the Blind
- London - The National Yad Vashem Charitable Trust
- London - Wiener Library|Institute of Contempory History and Wiener Library

 Francija
- Oradour-sur-Glane - Centre de la mémoire d´Oradour
- Pariz - La Fondation pour la Mémoire de la Déportation
- Paris - Amicale de Mauthausen

 Gabon
- Lambaréné - Albert Schweitzer Hospital

 Gvatemala
- Quetzaltenango - Instituto de Formacion e Investigacion Municipal,
- Santa Rosita - Casa Hogar Estudiantil ASOL

 Indija
- Auroville - Auroville Action Group (AVAG)
- Dharmsala - Nishtha- Rural Health, Education and Environment Center
- Dharmsala - Tibetan Children´s Village
- Dharmsala - Tibetan Welfare Office
- Kerala - Mata Amritanandamayi Mission

 Izrael
- Jeruzalem - AIC - Alternative Information Center
- Jeruzalem - St. Vinzenz-Ein Karem
- Jeruzalem - Yad Vashem

 Italija
- Como - Istituto di Storia Contemporanea »Pier Amato Perretta«(ISC)
- Milano - Centro Di Documentazione Ebraica Contemporanea (CDEC)
- Prato - Museo della Deportazione

 Japonska
- Hirošima - Hiroshima Peace Culture Foundation

 Kanada
- Montreal - Montreal Holocaust Memorial Centre|Holocaust Memorial Centre
- Montreal - Kleinmann Family Foundation

 Kenija
- Nairobi - Kenia Water for Health Organisation

 Hrvaška
- Jasenovac - Spominsko mesto-KZ Jasenovac

 Madagaskar
- Analalava pri Antalaha

 Mehika
- načrtovano

 Nikaragva
- Granada - Granada - Casa de los tres mundos
- Condega -La Fraternidad

 Nizozemska
- Amsterdam - UNITED for Intercultural Action

 Norveška
- Oslo - Jodisk Aldersbolig

 Pakistan
- Lahore - SOS children villages Pakistan
- Lahore - proLoka Pakistan

 Peru
- Lima - Centro de Información y Educación para la Prevención del Abuso de Drogas (CEDRO)

 Poljska
- Krakov - Poljska humanitrna organizacija
- Krakov - Središče za judovsko kulturo
- Krakau - Galicia Jewish Museum
- Oświęcim - Auschwitz Jewish Center
- Varšava - Jüdisches Museum Warschau

 Romunija
- Iaşi - Nădejdea Copiilor din România
- Temišvar (planirano)

 Rusija
- Moskau - Russisches Forschungs- und Bildungszentrum »Holocaust«
- Moskva - SOS Kinderdörfer
- Moskva - Center za socialni razvoj in perspektive lastne pomoči
- Moskva - Dobroe Delo
- Sankt Peterburg - GU SRZ Vera

 Turčija
- Istanbul - Jüdisches Museum Istanbul

 Češka
- Praga - Judovska občina

 Uganda
- Fort Portal - Mountains of the Moon University (MMU)
- Kabale - škofija Kabale - Bishops House

 Madžarska
- Budimpešta - Europäisches Zentrum für die Rechte der Roma

 ZDA
- Detroit - Holocaust Memorial Center
- Houston - Holocaust Museum Houston
- Los Angeles - Los Angeles Museum of the Holocaust
- Los Angeles - Simon Wiesenthal Center
- Los Angeles - Shoah Foundation|Survivors of the Shoah Visual History Foundation
- New York - Gay Men's Health Crisis
- New York - Museum of Jewish Heritage
- New York - Anti Defamation League
- New York - American Jewish Committee
- Reno-Center for Holocaust, Genocide & Peace Studies
- Richmond - Virginia Holocaust Museum
- San Francisco - Holocaust Center of Northern California
- St. Petersburg - Florida Holocaust Museum

 Belorusija
- Minsk - Belarussian Children's Hospice
- Minsk - Otroški dom št.6
- Minsk - Otroški vrtec for Children with Special Needs

## Finančne zadeve
Republika Avstrija da vsakemu društvu za delo v tujini določeno vsoto denarja na razpolago. Vsakega civilnega delavca lahko podprejo z maksimalno 10.000 €. Društvo lahko pri večjem številu civilnih delavcev zmanjša vsoto podpore na minimalno 5.000 € na osebo. Zaradi omejenih denarnih sredstev ni omogočeno vsakemu, da opravi obvezno civilno delo v tujini.

## Tujinski delavci leta
Društvo odlikuje od leta 2005 naprej, vsako leto, tujinskega delavca leta.
- 2005: Dr. Andreas Daniel Matt, SOS Kinderdorf, Lahore, Pakistan
- 2006: Martin Michael Wallner, Center za židske študije Schanghai, Kitajska
- 2007: Daniel James Schuster, Yad Vashem, Jeruzalem, Izrael
- 2008: René J. Laglstorfer Arhivirano 2012-03-01 na Wayback Machine., Centre de la mémoire, Oradour-sur-Glane, Francija

## Austrian Holocaust Memorial Award
Društvo nagradi od leta 2006 naprej, enkrat na leto, osebo, ki se je posebej zavzemala za spomin Shoa, z Austrian Holocaust Memorial Award.
- 2006: Pan Guang, Shanghai, Kitajska
- 2007: Alberto Dines, Sao Paulo, Brazilija
- 2008: Robert Hébras, Oradour-sur-Glane, Francija